# Ambulocetus
Ambulocetus ('wandelende walvis') is een geslacht van uitgestorven walvisachtige zoogdieren dat leefde tijdens het Eoceen, ongeveer 47 miljoen jaar geleden. Deze vroege walvisachtige kon zowel lopen als zwemmen en kon 3 meter lang worden. Ambulocetus had geen uitwendige oren en had net als de walvissen van nu een aangepast gehoor om goed onder water te kunnen horen. Uit chemische analyse van de tanden is gebleken dat hij in zoet en zout water leefde.
Waarschijnlijk jaagde Ambulocetus vanuit een hinderlaag op een manier zoals krokodillen doen. Hij verborg zich onder water, wachtte op dieren die naar de waterkant kwamen en greep ze vervolgens met zijn sterke kaken en sleurde ze mee het water in. Op land legde Ambulocetus mogelijk zijn kop op de grond om trillingen waar te nemen, veroorzaakt door prooidieren in zijn omgeving.

## Voorkomen
In 1994 werden in Pakistan voor het eerst de resten gevonden van Ambulocetus. Deze fraaie fossielen hebben veel inzicht gegeven in de geschiedenis van walvissen.

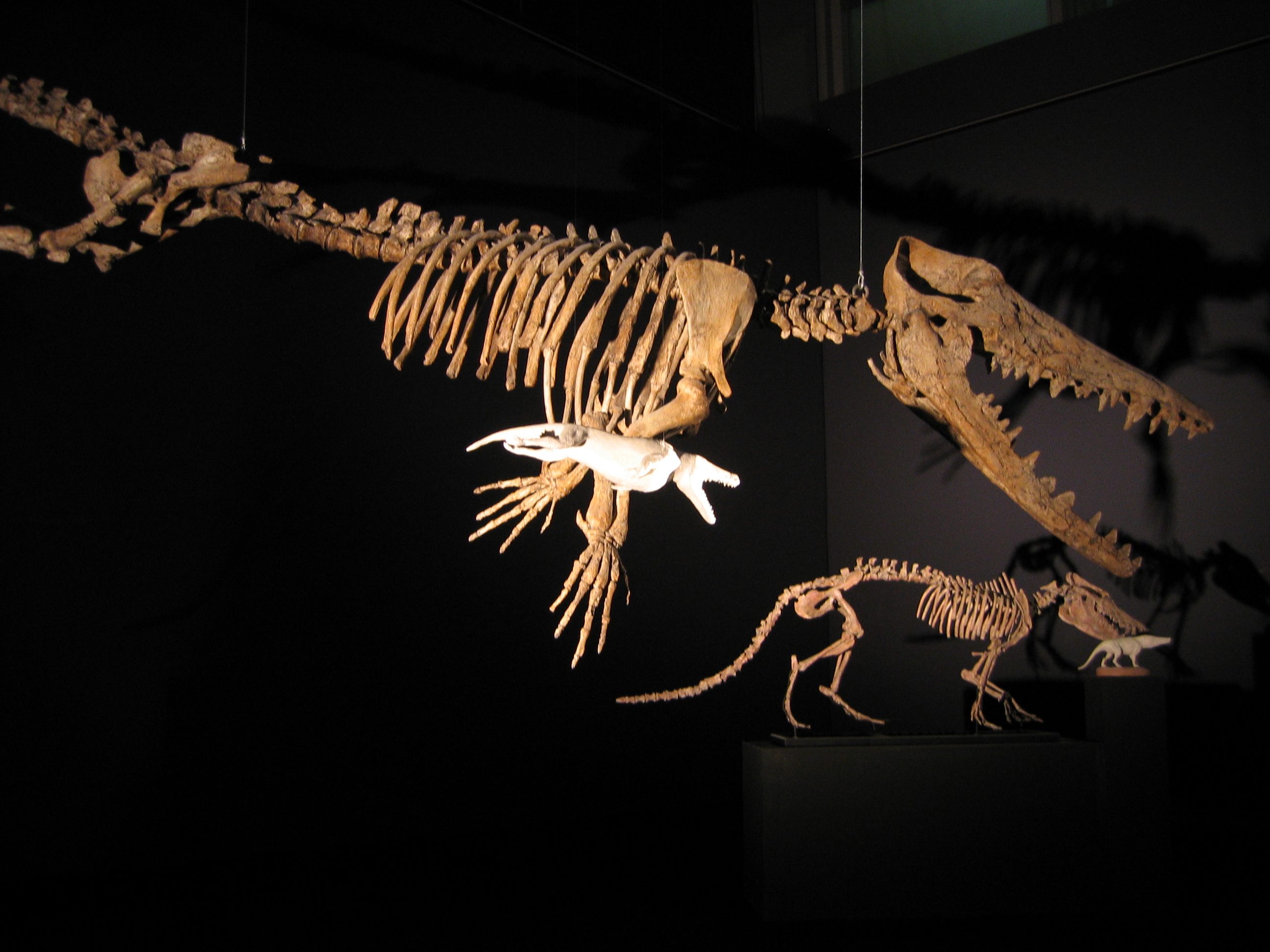
Skelet van Ambulocetus en daarachter Pakicetus.